# Trofeu Ciutat de Lleida
El Trofeu Ciutat de Lleida és un torneig amistós de futbol, disputat des de 1987 anualment a Lleida.

## Historial
| Any  | Edició | Guanyador                    | Perdedor                     | Resultat       |
| ---- | ------ | ---------------------------- | ---------------------------- | -------------- |
| 1987 |        | UE Lleida                    | Pumas                        | 2-2 per penals |
| 1990 | I      | C.A. Peñarol                 | UE Lleida                    | 2-1            |
| 1991 | II     | FC Torpedo Moscow            | UE Lleida                    | 2-1            |
| 1992 | III    | UE Lleida                    | Atlético Mineiro             | 2-1            |
| 1994 | IV     | UE Lleida                    | Reial Betis                  | 2-1            |
| 1995 | V      | UE Lleida                    | Athletic Club                | 3-1            |
| 1997 | VI     | UE Lleida                    | Japó sub-21                  | 3-0            |
| 1998 | VII    | FC Barcelona                 | UE Lleida                    | 2-2 per penals |
| 1999 | VIII   | PAOK FC                      | UE Lleida                    | 5-2            |
| 2000 | IX     | UE Lleida                    | ACF Fiorentina               | 2-1            |
| 2001 | X      | RCD Espanyol                 | UE Lleida                    | 2-2 per penals |
| 2002 | XI     | RCD Espanyol                 | UE Lleida                    | 2-0            |
| 2003 | XII    | Gimnàstic de Tarragona       | UE Lleida                    | 2-1            |
| 2004 | XIII   | UE Lleida                    | FK Obilić                    | 3-1            |
| 2005 | XIV    | RCD Mallorca                 | UE Lleida                    | 3-0            |
| 2006 | XV     | UE Lleida                    | CE Castelló                  | 1-1 per penals |
| 2007 | XVI    | UE Lleida                    | Combinat Província de Lleida | 1-0            |
| 2008 | XVII   | UE Lleida                    | Combinat Província de Lleida | 3-1            |
| 2009 | XVIII  | Combinat Província de Lleida | UE Lleida                    |                |